# Kfar Etzion
Kfar Etzion (en hebreu: כפר עציון) és un assentament israelià i un quibuts religiós situat en els turons de Judea, entre Jerusalem i Hebron, en el sud de Cisjordània, en l'Àrea de Judea i Samaria. El poble està situat a 4 quilòmetres i mig de la Línia verda, a l'oest del mur de seguretat. El municipi pertany a la jurisdicció del Consell Regional de Gush Etzion. En 2016, Kfar Etzion tenia una població d'1.099 habitants. La comunitat internacional considera il·legals sota la llei internacional, als assentaments israelians en la Cisjordània ocupada per Israel, però el govern israelià no comparteix aquesta opinió.